# Eckhard Stein
Eckhard Stein (* 1934; † 23. Januar 2006) war ein deutscher Basketballtrainer.

## Leben
Stein übte die Sportarten Faustball, Handball, Leichtathletik und Basketball aus. 1955 gründete er im MTV Braunschweig die Basketball-Abteilung. 1962 schloss Stein sein Studium an der Deutschen Sporthochschule Köln ab und wurde Mitglied des Lehrkörpers des Braunschweiger Lessinggymnasiums. Stein förderte den Basketballsport an der Schule sowie im Verein und wurde nach Einschätzung der Braunschweiger Zeitung ein maßgeblicher „Wegbereiter in der Entwicklung des Braunschweiger Basketballs“.
1978 war Stein einer der Initiatoren des Zusammenschlusses der Basketballer des MTV Braunschweig und der Freien Turnerschaft Braunschweig zur Spielgemeinschaft FT/MTV Braunschweig. Stein, der in Basketballkreisen den Spitznamen „Ecki“ trug, betreute die SG-Herrenmannschaft als Trainer und führte sie bis 1985 zum Aufstieg in die Regionalliga. Zur Mannschaft gehörten auch seine Söhne Lothar und Harald. 1987 gelang der Aufstieg in die 2. Basketball-Bundesliga, dort wurde die Saison 1987/88 als Sechster abgeschlossen. Als Nachrücker nahmen die Braunschweiger den Aufstieg in die Basketball-Bundesliga wahr, dort betreute Stein die Mannschaft als Trainer im Gespann zusammen mit seinem Sohn Lothar, der auch weiterhin spielte. Die SG-Mannschaft blieb unter der Leitung der Steins im Bundesliga-Spieljahr 1988/89 ohne Sieg und stieg wieder ab. Stein überließ anschließend seinem Sohn die Trainerarbeit, blieb aber Abteilungsleiter. Gemeinsam mit seinem Sohn Lothar war er 1990 für die Gründung des Leistungszentrums Basketball Braunschweig verantwortlich.